# Coroneen
Coroneen is een polycyclische aromatische koolwaterstof (PAK), waarvan de molecule bestaat uit zes benzeenringen in een ringvorm. De binnenring van de molecule vormt daarbij een zevende benzeenring.
Zoals andere polycyclische aromatische koolwaterstoffen is coroneen een bestanddeel van steenkoolteer en wordt het gevormd bij de onvolledige verbranding van organisch materiaal (zoals zwartgeblakerd vlees op de barbecue). Polycyclische aromatische koolwaterstoffen, waaronder coroneen, zijn ook ongewenste bijproducten van sommige processen in een raffinaderij zoals hydrocracking en reforming.
Coroneen komt ook in de natuur voor als het organisch mineraal karpatiet.
Coroneen is een geel tot groen poeder, dat smelt bij ca. 438 °C. Het is een stabiele verbinding, die niet oplosbaar is in water, en slecht in benzeen.